# 核戦争防止国際医師会議
核戦争防止国際医師会議（かくせんそうぼうしこくさいいしかいぎ、International Physicians for the Prevention of Nuclear War: IPPNW）は、核戦争を医療関係者の立場から防止する活動を行うための国際組織で、1980年に設立された。本部はアメリカ合衆国マサチューセッツ州モールデン。各国に支部があり、日本支部の事務局は広島県医師会内にある。
米国のバーナード・ラウンとソ連のエフゲニー・チャゾフが提唱した。1981年以来、現在は隔年で世界会議と地域会議を開催している。83カ国、約20万の医師が参加している。1985年にノーベル平和賞を受賞。2012年の20回目の世界大会は、23年ぶりに日本で開催された。

## 概要
1950年代後半から1960年代初頭の冷戦下、大気圏核実験による放射性降下物の影響に対する懸念が医師の間で広がり、1961年に、ボストンの医師たちにより、社会的責任を果たすための医師団（Physicians for Social Responsibility：PSR）が結成された。1979年から1980年初頭、軍拡競争の高まりを受けて、PSRのバーナード・ラウンは、ソ連のエフゲニー・チャゾフに核戦争を防止するための米ソの医師からなる運動を提案した。
1980年2月、PSRは医学と核戦争に関するアメリカ大会を初めて開き、ジミー・カーター大統領とレオニード・ブレジネフ書記長に対して米ソからなる医学組織の設立に対して支持するように公開書簡で説得を行い、12月にはIPPNW設立のための会合がジュネーヴで開催され、IPPNWが設立された。IPPNWの最初の世界会議は1981年にアメリカで開催され、12カ国から80人の医師が参加し、1988年に開かれた8回目の世界会議には80カ国近くの国から2,500人の医師が参加した。
1984年、ユネスコ平和教育賞（UNESCO Prize for Peace Education）を受賞。1985年、核戦争がもたらす破滅的な結末について信頼できる情報と理解を広めた貢献によってノーベル平和賞が受賞され、IPPNWを代表し共同創設者の中からラウンとチャゾフが招待された。他の共同創設者には米国のエリック・チヴィアン、ハーバート・エイブラムズ、ジェームズ・ミュラー、ソ連のミハイル・クージンがいる。
チェルノブイリ原子力発電所事故から25年後の2011年を迎え、IPPNWのドイツ支部はチェルノブイリ事故の影響に関する報告書を発表した。2011年3月に発生した福島第一原子力発電所事故では、日本政府の定めた20ミリシーベルト基準に対して子供の被曝許容量としては高すぎるとして、撤回するよう抗議の書簡を送っている。福島原発事故に関しては、ウェブやビデオメッセージなどでも情報を発信している。

## 関連書籍
- バーナード・ラウン 著、田城明 訳『病める地球を癒すために 核戦争防止国際医師会議からのアピール』中國新聞社、1991年10月。ISBN 4885171350。
- 核戦争防止国際医師会議、エネルギー・環境研究所 著、田窪雅文 訳『プルトニウム 核時代の危険物質をいかに扱うべきか』ダイヤモンド社、1993年12月。ISBN 4478870306。 日本語版解説：高木仁三郎
- クリスチアン・キュッパース、ミヒャエル・ザイラー 著、鮎川ゆりか 訳、原子力資料情報室 編『プルトニウム燃料産業 その影響と危険性 核戦争防止国際医師会議報告書』七つ森書館、1995年10月。ISBN 4822895181。